# Franz Mannsbarth

Franz Mannsbarth (1908)

Franz Mannsbarth (* 22. November 1877 in Iglau, Mähren; † 2. Oktober 1950 in Payerbach, Niederösterreich) war ein österreichischer Luftfahrtpionier.

## Leben
Franz Mannsbarth wurde 1877 als Sohn eines Regimentsarztes geboren. Da er früh seine Eltern verlor, wuchs er im Offizierswaiseninstitut Bad Fischau auf. Nach dem Realschulabschluss in Wien wurde er im Jahre 1896 als Kadett-Offiziersstellvertreter zum Infanterieregiment 53 nach Agram ausgemustert. 1897 erfolgte die Beförderung zum Leutnant und 1901 zum Oberleutnant. Ab 1906 diente er als Freiballonführer und Sachverständiger in Luftfahrtangelegenheiten in der Luftschifferabteilung des Infanterieregiments 49. Als Delegierter Österreich-Ungarns besuchte er die „Internationale Luftschiffahrt-Ausstellung Frankfurt 1909“, in deren Rahmen er im Freiballonfahrtwettbewerb auf der Strecke Zürich–Pilsen unter 51 Mitbewerbern als Sieger hervorging und damit das „Diplom als internationaler Freiballon-Führer“ erwarb.
Zusammen mit dem Ingenieur Hans Otto Stagl baute er, finanziert aus privaten Mitteln, das sogenannte Stagl-Mannsbarth-Luftschiff, das den damaligen Zeppelinen an Größe, Geschwindigkeit, Wendigkeit, Manövrierfähigkeit und Kosteneffizienz überlegen war. Trotz zahlreicher erfolgreicher Testflüge ab Frühjahr 1911 lehnte die k.u.k. Heeresverwaltung den Ankauf des Luftfahrzeugs ab, so dass Stagl und Mannsbarth sich 1914 zur Demontage ihrer Konstruktion und zum Verkauf der Einzelteile gezwungen sahen. Von Kaiser Franz Joseph erhielt er die Militär-Verdienstmedaille. Mit Theodor Scheimpflug unternahm er zahlreiche Hochfahrten zum Zweck der Kartenerstellung.

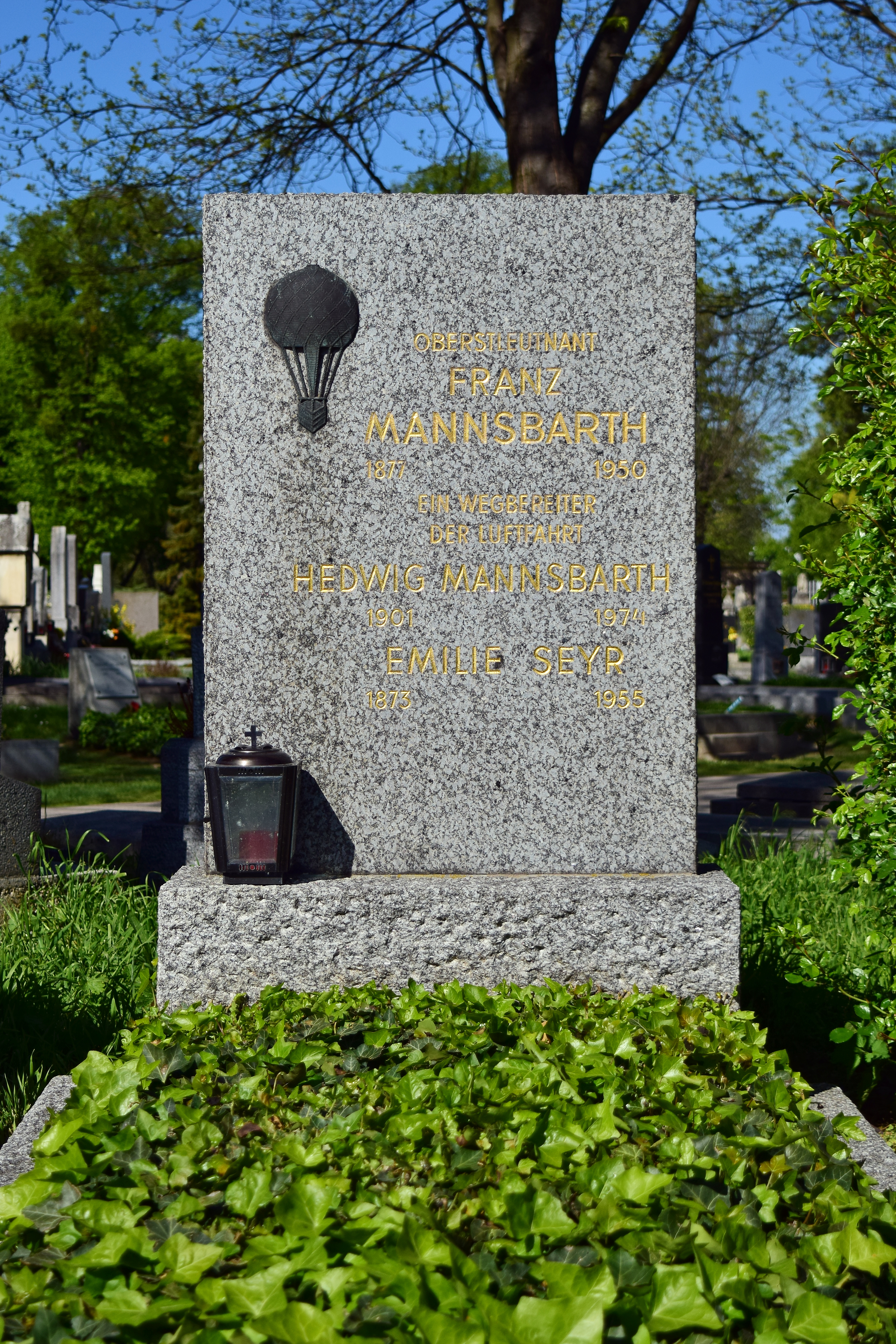
Ehrenhalber gewidmetes Grab auf dem Wiener Zentralfriedhof

Während des Ersten Weltkriegs kommandierte Mannsbarth die Luftschiffer-Ersatztruppen und führte selbst mehrere Aufklärungsflüge durch. Im Jahr 1917 erlitt er in den Karpaten eine Verletzung, sodass er vorerst nicht mehr Ballon fahren konnte und bis Ende des Krieges als Major im Armeeoberkommando tätig war. Ausgezeichnet wurde er mit dem Offizierskreuz des Franz Josephs-Ordens. 1917 sollte er noch Marineluftschiffe entwickeln, doch das Kriegsende beendete dieses Vorhaben.
Im Jahr 1920 wurde er noch zum Oberstleutnant befördert, schied aber im Jahr 1921 aus der Armee aus. Danach war er in der Industrie tätig. Er war unter anderem Vizepräsident des Österreichischen Aero-Clubs. Als Sachverständiger war er auch dabei, als Bruno Marek und Josef Emmer ihre Ballons entwickelten. Auch seine Frau Hedwig war Ballonfahrerin. Sie erwarb im Jahr 1929 als einzige Frau zwischen den Weltkriegen den Ballonführerschein.
Nach dem Zweiten Weltkrieg war er Vizepräsident des Aero-Clubs.
Franz Mannsbarth verstarb am 2. Oktober 1950 im niederösterreichischen Ort Payerbach. Begraben wurde er in einem ehrenhalber gewidmeten Grab (Gruppe 12 E, Reihe 2, Nr. 22) auf dem Wiener Zentralfriedhof, in dem auch seine 1974 verstorbene Frau ihre Letzte Ruhe fand.

## Posthume Auszeichnungen
- 1950: Bestattung in einem Ehrengrab am Wiener Zentralfriedhof.[3]
- Im Jahr 1964 wurde in Wien-Donaustadt (22. Bezirk) die Mannsbarthgasse nach ihm benannt.